# شکرخدا گودرزی
شکرخدا گودرزی (زاده ۱۳۳۹ بروجرد) بازیگر، مدرس، کارگردان، نویسنده و بازیگر سینما و تئاتر است.
نمایش سرود بال سروش او در سال ۱۳۷۵ کاندیدای شش جایزهٔ جشنواره تئاتر بین‌المللی فجر بود که به کسب چهار جایزه نائل شد. از جمله آثار او در راستای تئاتر ملی می‌توان به تولید و اجرای نمایش «بهرام چوبینه» اشاره کرد؛ اثری برگرفته از شاهنامهٔ فردوسی که در نیمهٔ دوم سال در سالن قشقایی مجموعه تئاتر شهر فریبرز عرب‌نیا روی صحنه رفت. گودرزی همچنین در جشنواره‌های مختلف به‌عنوان عضو هیئت داوران حضور داشته است.

## فیلم‌شناسی

### سینما
- آزاد به قید شرط (حسین شهابی ۱۳۹۵)
- جایی برای زندگی (محمد بزرگ نیا ۱۳۸۳)
- فرار از اردو
- فسیل زنده (جواد ارشاد)

### مجموعه تلویزیونی
- شب دهم (حسن فتحی، ۱۳۸۱) شبکه یک
- حلقه سبز (ابراهیم حاتمی‌کیا، ۱۳۸۶) شبکه سه
- معمای شاه (محمدرضا ورزی، ۱۳۹۴–۱۳۹۵) شبکه یک
- شهرزاد (فصل ۲) (حسن فتحی، ۱۳۹۶) شبکه نمایش خانگی
- ستارخان (محمدرضا ورزی، ۱۳۹۶) شبکه یک
- ایراندخت (محمدرضا ورزی، ۱۳۹۷) شبکه یک
- صبح آخرین روز (حسین تبریزی، ۱۴۰۰) شبکه دو
- سلمان فارسی (داوود میرباقری، ۱۴۰۵–۱۳۹۸) شبکه یک در نقش کلبی

### تئاتر
- ساقی (امیر دژاکام)
- راه مهر راز سپهر
- سهروردی